# 水性ガスシフト反応
水性ガスシフト反応（すいせいガスシフトはんのう、water gas shift reaction）は有機工業化学の反応の一つで、一酸化炭素と水蒸気から二酸化炭素と水素を生成する反応。単にシフト反応とも言う。
反応式は、
{\displaystyle {\ce {CO + H2O <=> CO2 + H2 +41_{.}2kJ/mol}}}
生成物側（右側）へ向かって発熱反応となる。
一般的には石炭や炭化水素を高温で水蒸気と反応させる水蒸気改質に付随する反応であり、この反応を利用することで生成する水素量が増加し、合成ガスの組成を調整できる。ガス組成を変化させることからこの名が付けられた。炭化水素を水素源とする燃料電池の燃料改質では、燃料電池の電極反応を阻害する一酸化炭素の濃度を低減するために、この反応の正反応を積極的に用いる。またハーバー・ボッシュ法によるアンモニア合成に用いる水素も、正反応によって触媒毒の一酸化炭素を除去している。逆反応を利用する例としては、合成ガス製造において一酸化炭素含有量を増やす例が挙げられる。このようにC1化学においては、一般的でかつ重要な反応である。
水蒸気改質を行う場合、炭化水素の分解に非常に大きな吸熱が生じるため、水性ガスシフト反応を含めた全体としての反応は吸熱反応となる。
500℃を超える領域では、平衡が反応物側に偏っており、平衡を生成物寄りにするには更に低温での反応が望ましい。しかし、低温では反応速度は低下する。そのためシフト反応には一般的に触媒が用いられる。工業的には酸化鉄（Fe3O4（マグネタイト））等の遷移金属酸化物が用いられるが、その他白金等が用いられることもある。シフト反応の逆反応を逆シフト反応と言うことがある。
なお、この反応はギ酸を反応中間体として進行すると考えられている。